# Цијевна (Тузи)
Цијевна је насеље у општини Тузи у Црној Гори. Према попису из 2003. било је 100 становника (према попису из 1991. било је 190 становника).

## Демографија
У насељу Цијевна живи 70 пунолетних становника, а просечна старост становништва износи 34,9 година (35,1 код мушкараца и 34,8 код жена). У насељу има 18 домаћинстава, а просечан број чланова по домаћинству је 5,56.
Ово насеље је великим делом насељено Албанцима (према попису из 2003. године).
|  |

| Демографија | Демографија | Демографија |
| Година      | Становника  | Становника  |
| ----------- | ----------- | ----------- |
|             |             |             |
|             |             |             |
|             |             |             |
|             |             |             |
| 1948.       | 173         |             |
| 1953.       | 186         |             |
| 1961.       | 198         |             |
| 1971.       | 214         |             |
| 1981.       | 134         |             |
| 1991.       | 190         | 91          |
| 2003.       | 285         | 100         |
|             |             |             |

| Етнички састав према попису из 2003.‍ | Етнички састав према попису из 2003.‍ | Етнички састав према попису из 2003.‍ | Етнички састав према попису из 2003.‍ | Етнички састав према попису из 2003.‍ |
| ------------------------------------ | ------------------------------------ | ------------------------------------ | ------------------------------------ | ------------------------------------ |
|                                      |                                      |                                      |                                      |                                      |
| Албанци                              | Албанци                              |                                      | 96                                   | 96,0%                                |
| непознато                            | непознато                            |                                      | 4                                    | 4,0%                                 |

| Година пописа     | 1948. | 1953. | 1961. | 1971. | 1981. | 1991. | 2003. |
| ----------------- | ----- | ----- | ----- | ----- | ----- | ----- | ----- |
| Број домаћинстава | 33    | 36    | 32    | 30    | 22    | 19    | 19    |

| Број чланова      | 1  | 2 | 3 | 4 | 5 | 6 | 7 | 8 | 9 | 10 и више | Просек |
| ----------------- | -- | - | - | - | - | - | - | - | - | --------- | ------ |
| Број домаћинстава | 18 | 2 | 2 | 0 | 2 | 3 | 2 | 3 | 2 | 1         | 1      |

| Пол    | Укупно | Неожењен/Неудата | Ожењен/Удата | Удовац/Удовица | Разведен/Разведена | Непознато |
| ------ | ------ | ---------------- | ------------ | -------------- | ------------------ | --------- |
| Мушки  | 47     | 20               | 20           | 3              | 0                  | 4         |
| Женски | 33     | 6                | 21           | 4              | 0                  | 2         |
| УКУПНО | 80     | 26               | 41           | 7              | 0                  | 6         |

| Пол    | Укупно                    | Пољопривреда, лов и шумарство | Рибарство                            | Вађење руде и камена | Прерађивачка индустрија       |
| ------ | ------------------------- | ----------------------------- | ------------------------------------ | -------------------- | ----------------------------- |
| Мушки  | 15                        | 9                             | 0                                    | 0                    | 0                             |
| Женски | 4                         | 1                             | 0                                    | 0                    | 0                             |
| УКУПНО | 19                        | 10                            | 0                                    | 0                    | 0                             |
| Пол    | Производња и снабдевање   | Грађевинарство                | Трговина                             | Хотели и ресторани   | Саобраћај, складиштење и везе |
| Мушки  | 0                         | 0                             | 0                                    | 0                    | 0                             |
| Женски | 0                         | 0                             | 0                                    | 0                    | 0                             |
| УКУПНО | 0                         | 0                             | 0                                    | 0                    | 0                             |
| Пол    | Финансијско посредовање   | Некретнине                    | Државна управа и одбрана             | Образовање           | Здравствени и социјални рад   |
| Мушки  | 0                         | 0                             | 1                                    | 0                    | 0                             |
| Женски | 0                         | 0                             | 2                                    | 0                    | 0                             |
| УКУПНО | 0                         | 0                             | 3                                    | 0                    | 0                             |
| Пол    | Остале услужне активности | Приватна домаћинства          | Екстериторијалне организације и тела | Непознато            | Непознато                     |
| Мушки  | 1                         | 0                             | 0                                    | 4                    | 4                             |
| Женски | 1                         | 0                             | 0                                    | 0                    | 0                             |
| УКУПНО | 2                         | 0                             | 0                                    | 4                    | 4                             |